# Les Bordes-sur-Lez
Les Bordes-sur-Lez is een plaats en voormalige gemeente in het Franse departement Ariège (regio Occitanie) en telt 160 inwoners (2005). De plaats maakt deel uit van het arrondissement Saint-Girons.

## Geschiedenis
Les Bordes-sur-Lez was onderdeel van het kanton Castillon-en-Couserans tot dit op 22 maart 2015 werd opgeheven en de gemeente werd opgenomen in het op diezelfde dag gevormde kanton Couserans Ouest. Les Bordes-sur-Lez fuseerde op 1 januari 2017 met de gemeente Uchentein tot de commune nouvelle Bordes-Uchentein.

## Geografie
De oppervlakte van Les Bordes-sur-Lez bedraagt 52,7 km², de bevolkingsdichtheid is 3,0 inwoners per km².
De onderstaande kaart toont de ligging van Les Bordes-sur-Lez met de belangrijkste infrastructuur en aangrenzende gemeenten.

## Demografie
Onderstaande figuur toont het verloop van het inwonertal (bron: INSEE-tellingen).

Vanwege een beveiligingsprobleem met de MediaWiki Graph-software is het momenteel niet mogelijk deze grafiek weer te geven. Zodra de software is bijgewerkt zal de grafiek vanzelf weer zichtbaar worden.